# Перетворення графіків функцій
Елементарні перетворення графіків функцій — термін, використовуваний у шкільній програмі на позначення лінійних перетворень функції чи її аргументу виду {\displaystyle y=\alpha f(\gamma x+\delta )+\beta }. Застосовується також для позначень операцій з використанням модуля.
| Загальний вигляд функції   | Перетворення |
| -------------------------- | --- |
| {\displaystyle y=f(x+a)}   | Паралельне перенесення графіка вздовж осі абсцис на {\displaystyle \|a\|} одиниць - Праворуч, якщо {\displaystyle a<0}; - Ліворуч, якщо {\displaystyle a>0}.                            |
| {\displaystyle y=f(x)+a}   | Паралельне перенесення графіка вздовж осі ординат на {\displaystyle \|a\|} одиниць - Вгору, якщо {\displaystyle a>0}, - Вниз, якщо {\displaystyle a<0}.                                 |
| {\displaystyle y=f(-x)}    | Симетричне відображення графіка щодо осі ординат. |
| {\displaystyle y=-f(x)}    | Симетричне відображення графіка щодо осі абсцис. |
| {\displaystyle y=f(kx)}    | - При {\displaystyle k>1} — стискання графіка до осі ординат в {\displaystyle k} разів, - При {\displaystyle 0<k<1} — розтягування графіка від осі ординат в {\displaystyle 1/k} разів. |
| {\displaystyle y=kf(x)}    | - При {\displaystyle k>1} — розтягування графіка від осі абсцис в {\displaystyle k} разів, - При {\displaystyle 0<k<1}- стискання графіка до осі абсцис в {\displaystyle 1/k} разів.    |
| {\displaystyle y=\|f(x)\|} | - При {\displaystyle f(x)\geqslant 0} — графік залишається без змін, - При {\displaystyle f(x)<0} — графік симетрично відбивається щодо осі абсцис.                                     |
| {\displaystyle y=f(\|x\|)} | - При {\displaystyle x\geqslant 0} — графік залишається без змін, - При {\displaystyle x<0} — графік симетрично відбивається щодо осі ординат.                                          |